# Нил Молодший
Нил Молодший, Святий Нил (5 століття, Константинополь) — візантійський префект Константинополя, згодом став пустельником на Синаї.
Святий преподобний Нил, уродженець Константинополя, жив у V столітті і був учнем святого Івана Золотоустого. Отримавши чудову освіту, Нил ще у молодому віці був призначений на важливий пост префекта столиці. Величезний вплив на його життя і прагнення мав святий Іван Златоустий. Відтак Нил пішов на Синай, де поселився у викопаній своїми руками печері. Сорок років служила ця печера житлом преподобному Нилу. Постом, молитвою, працями здобував святий високу духовну досконалість і безнастанно трудився аж до своєї смерті.
- Пам'ять — 25 листопада (Св. свящмуч. Йосафата, архиєп. Полоцького. Св. Івана Милостивого, патр. Олександрійського. Преп. Нила.)